# Zakłady Azotowe Puławy
Grupa Azoty Zakłady Azotowe Puławy S.A. est une entreprise chimique polonaise ayant son siège social à Puławy, spécialisée dans la production de grand tonnage de mono-engrais azotés (nitrate d'ammonium, urée, solution azotée, sulfate d'ammonium), l'un des plus grands fabricants au monde de la mélamine et la plus grande société polonaise dans la branche de Grande synthèse chimique. Elle produit également caprolactame, peroxyde d'hydrogène, AdBlue et gaz techniques.

## Données
Zakłady Azotowe Puławy S.A. est immatriculée dans le Registre judiciaire national sous le numéro 0000011737.
Données d’immatriculation : 
- numéro SIRET : 430528900 ;
- numéro d’identification fiscale (TVA) : 7160001822.

Capital social 191 150 000[Quoi ?] divisé en 19 115 000 actions.
L'actionnariat de la société au milieu de l’an 2012 était le suivant :
- Trésor d’État : 50,67 % ;
- Kompania Węglowa S.A. : 9,90 % ;
- Zbigniew Jakubas et entités subordonnées : 5,16 % ;
- ING OFE : 5,01 %.

## Histoire

### Période de la République populaire de Pologne

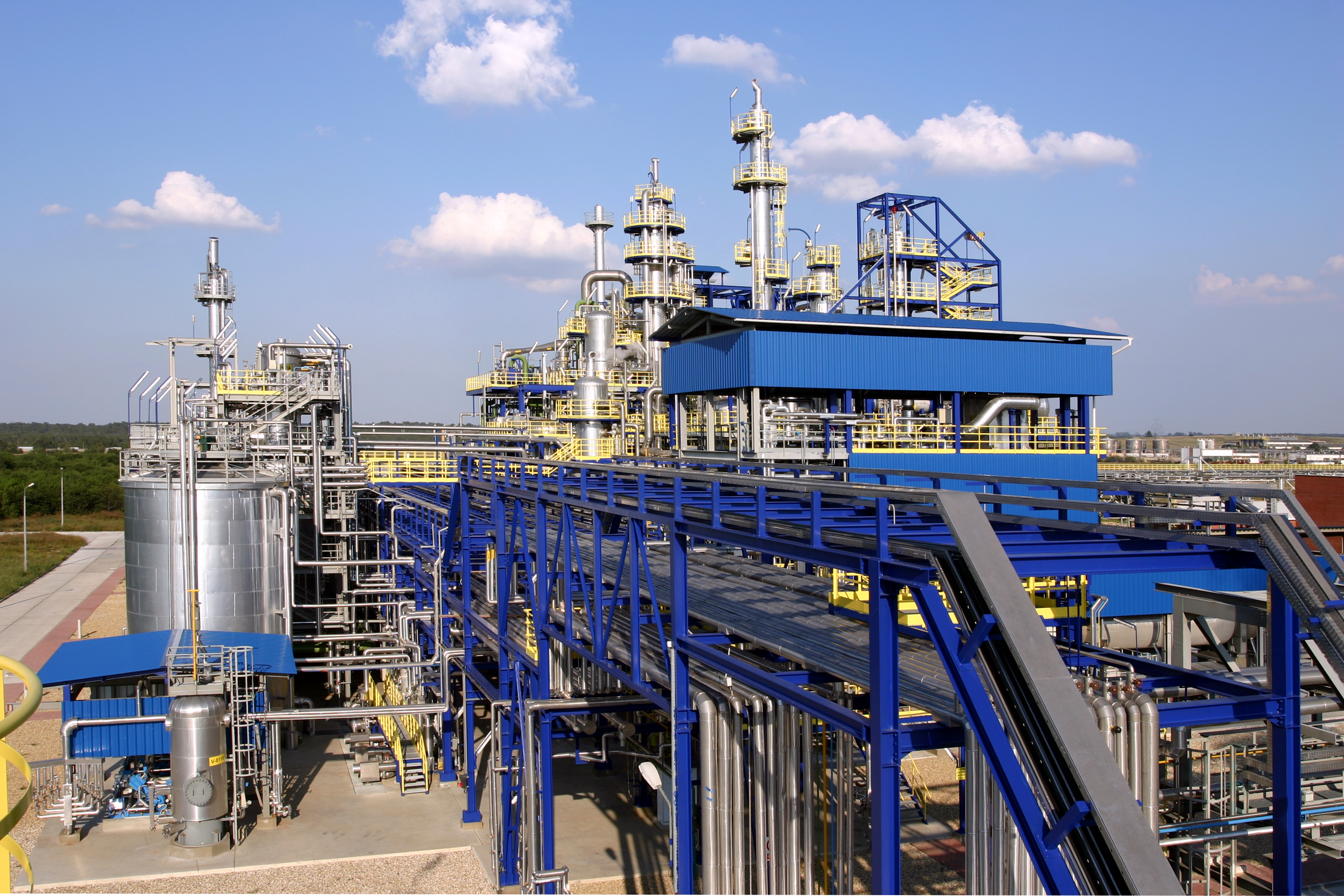
Les installations de production à Zakłady Azotowe Puławy S.A.

La décision de construire une usine de fabrication d'engrais azotés à Puławy a été prise le 19 décembre 1960, l'usine a été construite en cinq ans. Le 4 juin 1966 a démarré pour la première fois, la production d'ammoniac et d'urée. Dans les années 1967-1970 a démarré la production de dioxyde de carbone et de glace sèche.
En 1970, il a été décidé de construire une usine de caprolactame, et de 1975 à 1977 a été construite la première ligne de production de mélamine.
Dans les années 1980, ont été faits les premiers progrès dans la réduction par l'usine de la pollution de l'environnement. Une station d’épuration des eaux usées pour la ligne de production de caprolactame a été construite. En même temps, l’assortiment des engrais artificiels — le premier engrais bicomposant —, une solution de nitrate d'ammonium urée a été mis en œuvre pour la production.

### Période de la Troisième République de Pologne
Le 1er septembre 1992, l’usine a été transformée en société unipersonnelle du Trésor d’État et a obtenu son nom actuel. Le 14 novembre 1995 a été lancée la ligne de production de peroxyde d'hydrogène. Le 15 décembre 1998, l’installation produisant du perborate de sodium (PBS) a commencé à travailler. En outre, les anciennes lignes de production d'urée et d'ammoniac ont été échangées et modernisées.
Dans les années 2000-2004 on a lancé successivement deux nouvelles lignes de production de mélamine, en collaboration avec la société Eurotecnica, grâce à quoi l’usine a atteint 10 % de la participation dans la production mondiale de ce composé chimique.
Jusqu'à 2005, le Trésor de l'État fut le propriétaire de l'établissement, possédant 99,99 % des actions dans la société. En 2005, la société a été privatisée par l’émission des actions sur la Bourse des valeurs de Varsovie, et le Trésor demeurait le propriétaire du lot d’actions majoritaire.

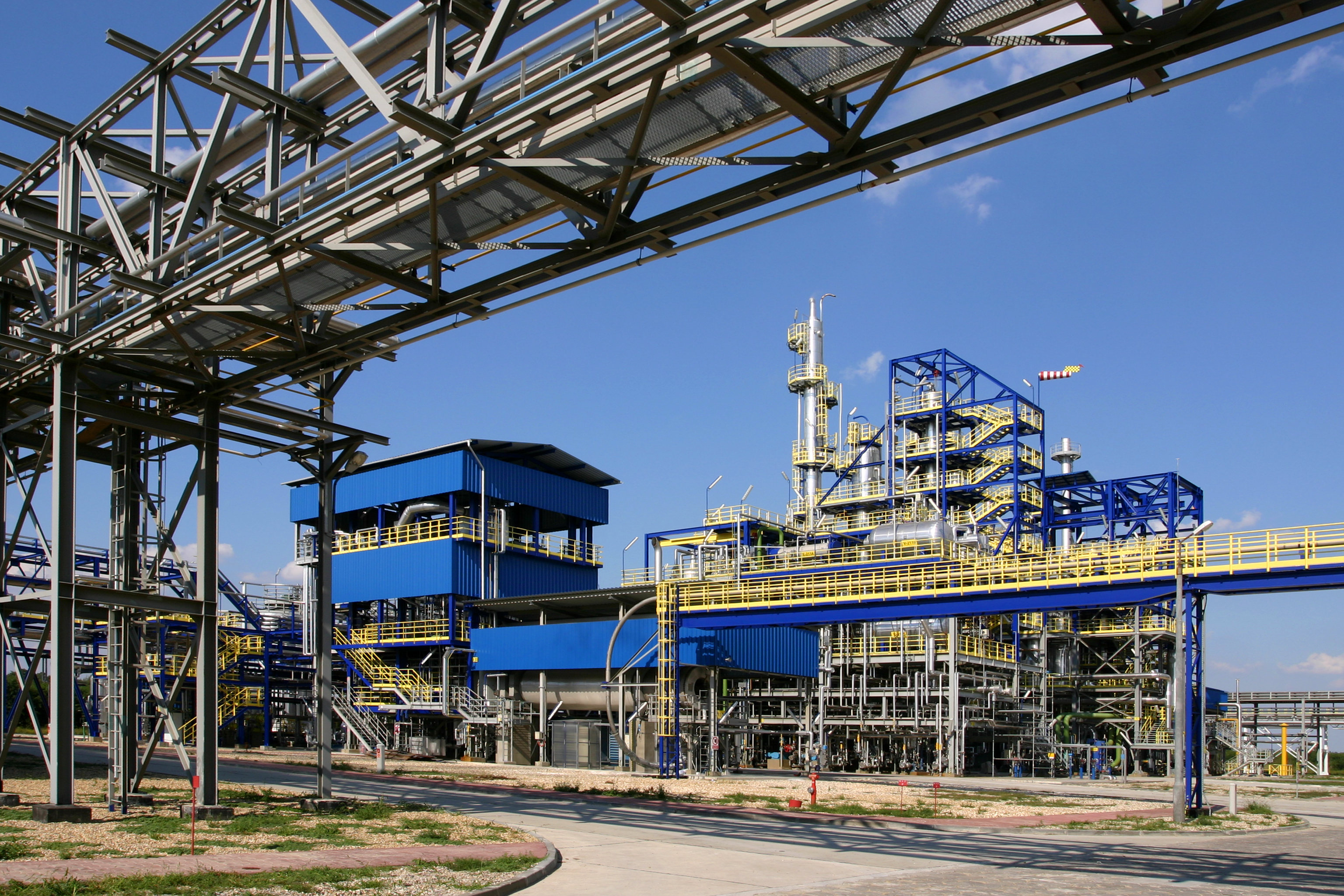
Les installations de production à Zakłady Azotowe Puławy S.A.

Le 30 octobre 2007 a été établi la Zone économique spéciale Starachowice – Sous-zone Puławy. La Sous-zone Puławy est localisée dans l’enceinte de Zakłady Azotowe Puławy S.A. sur le terrain du Parc Industriel de Puławy et couvre une superficie d'environ 99 ha. En 2008, Zakłady Azotowe Puławy S.A. a obtenu le permis de mener l’activité économique sur le terrain de la zone économique spéciale concernant l’investissement pour augmenter la capacité de production d’urée d'environ 270 000 t/an et AdBlue pour 100 000 t/an. La même année, la société Air Liquide a obtenu le permis de mener l’activité économique sur le terrain de la zone économique spéciale dans le domaine de la production des gaz industriels aux besoins de Zakłady Azotowe Puławy S.A. et d’autres clients. Ces investissements ont été terminés en 2010.
En 2011, la société a acquis 98,43 % de participation dans l’Entreprise d’Engrais de Phosphate de Gdańsk « Fosfory » Sp z o.o. en élargissant l’offre commerciale des engrais phosphatés et des composés d’engrais.
En 2012, la société a acquis 85 % de participation dans l’usine chimique de Chorzów Adipol-Azoty S.A. en élargissant l’offre commerciale entre autres de nitrate de potassium, nitrate de calcium et des additifs alimentaires.

## Autorités

### Conseil d'administration
- Jacek Janiszek, président du CA[10],[11]
- Krzysztof Homenda, membre
- Paweł Owczarski, membre
- Izabela Małgorzata Świderek, membre
- Andrzej Skwarek, membre

### Conseil de surveillance
- Jacek Nieścior, président[12]
- Maciej Marzec, membre
- Wiktor Cwynar, secrétaire
- Grzegorz Mandziarz, membre
- Jacek Wójtowicz, membre
- Krzysztof Bednarz, membre

## Capacités de production

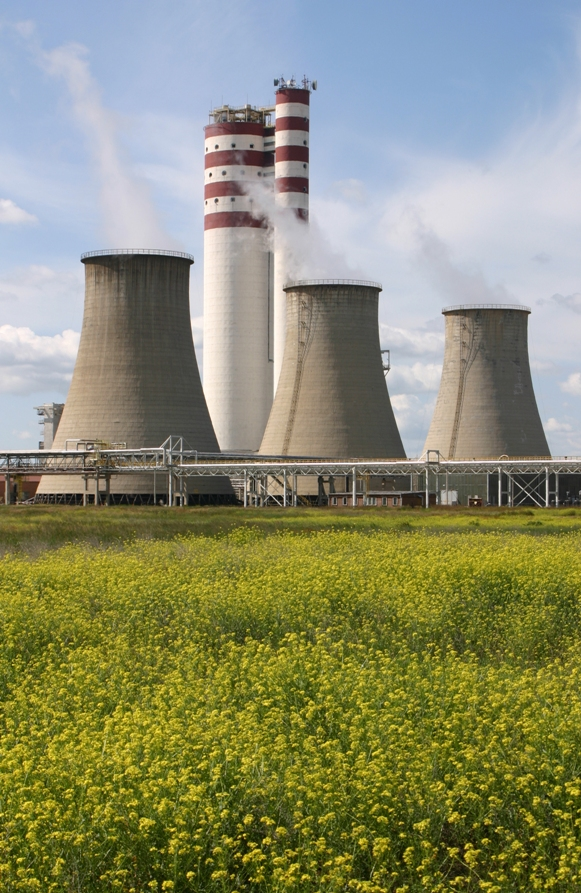
Vue de l'usine Zakłady Azotowe à Puławy.

La capacité de production annuelle de l'usine se présentait en 2011 de la manière suivante :
- urée : 1 215 000 t ;
- nitrate d'ammonium : 1 103 850 t ;
- UNA : 1 000 000 t ;
- sulfate d'ammonium : 156 000 t ;
- AdBlue : 100 000 t ;
- mélamine : 92 000 t ;
- caprolactame : 70 000 t ;
- peroxyde d'hydrogène : 10 000 t ;
- dioxyde de carbone liquéfié : 74 250 t.

## Structure organisationnelle

### Entités subordonnées
- Gdańskie Zakłady Nawozów Fosforowych « Fosfory » Sp z o.o. : 98,45 % (pourcentage des parts dans la Société)[14],[15]
- Azoty-Adipol S.A. - fabrication des engrais et des produits chimiques, services logistiques : 85,00 %[16],[17]
- Prozap Sp z o.o. - services d'ingénierie : 84,69 %
- Remzap Sp z o.o. – services de remise en état : 94,61 %
- Medical Sp.z o.o. – services médicaux : 91,41 %
- Jawor Sp z o.o. - services de l'hôtellerie : 99,96 %
- Sto-Zap Sp z o.o. - services de restauration : 96,15 %
- Melamina III Sp z o.o. - projet énergétique : 100,00 %

### Entités associées
- BBM Sp z o.o. - terminal d'exportation maritime : 50,00 %
- CTL Kolzap Sp z o.o. – services d’embranchement : 49,00 %
- Navitrans Sp.z o.o. - services d’expédition : 26,45 %
- Technochimservis - services commerciaux : 25,00 %

## Clubs sportifs
Zakłady Azotowe à Puławy est actuellement sponsor du club de handball Azoty-Puławy fondé en 2003, par la séparation du club Wisła Puławy, jouant dans la super-league PGNiG des Hommes. Elle soutient également le club sportif de plusieurs sections Wisła Puławy, dont le représentant est le nageur Konrad Czerniak. Les footballeurs de ce club de la saison 2010/2011 ont gagné la promotion en deuxième division.